# Sönderfallets symfoni
Sönderfallets symfoni är en bokserie skriven av Mattias Kuldkepp.
Serien är en fantasyberättelse som utspelar sig i världen Lyraak. Första boken i bokserien är Skärvor av en brusten värld (2018). Den andra boken i bokserien är Skärvor av ett brustet sinne (2020). Den tredje boken i trilogin är Skärvor av en brusten framtid (2023).